# Жгеабури (Арђеш)
Жгеабури (рум. Jgheaburi) насеље је у Румунији у округу Арђеш у општини Корби. Oпштина се налази на надморској висини од 531 m.

## Становништво
Према подацима из 2002. године у насељу је живело 506 становника, од којих су сви румунске националности.